# Бриц Бертон (Алесандрија)
Бриц Бертон је насеље у Италији у округу Алесандрија, региону Пијемонт.
Према процени из 2011. у насељу је живело 22 становника. Насеље се налази на надморској висини од 732 м.